# Leofgar (évêque de Hereford)
Pour les articles homonymes, voir Leofgar.
Leofgar est un prélat anglais du XIe siècle. Il est évêque de Hereford pendant quelques mois jusqu'à sa mort, le 16 juin 1056.

## Biographie
Leofgar est sacré évêque de Hereford en mars 1056. Comme son prédécesseur Æthelstan, il est confronté au belliqueux roi gallois Gruffydd ap Llywelyn. Il meurt avec ses prêtres le 16 juin 1056, lors d'une bataille contre les Gallois de Gruffydd à Glasbury.
Son épiscopat aurait duré onze semaines et quatre jours, ce qui en situerait le début le 27 mars 1056.